# Çorovoda
Çorovoda (albanisch auch Çorovodë) ist eine Stadt in Südalbanien mit rund 4000 Einwohnern. Sie ist Hauptort der Gemeinde Skrapar. Der Name stammt aus dem Bulgarischen (Черна вода Tscherna Woda) und bedeutet „Schwarzes Wasser“.
Bei der Volkszählung 2023 betrug die Bevölkerungszahl 3918 Personen. 2011 hatte Çorovoda noch leicht mehr Einwohner: 4051 Personen. In den zehn Jahren davor gab es einen deutlichen Rückgang von 6744 Einwohnern im Jahr 2001.

## Geographie

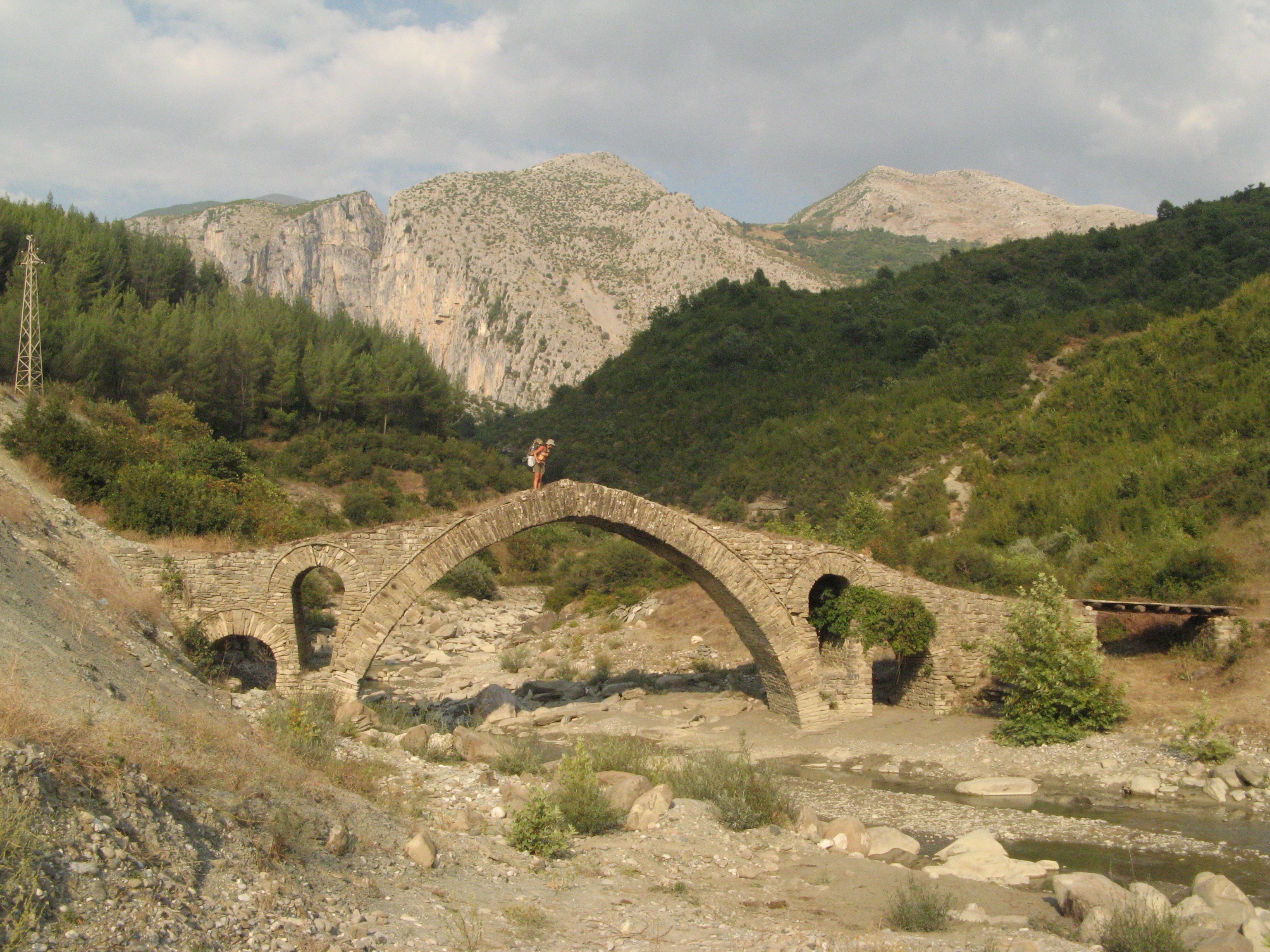
Ura e Kasabashit, osmanische Brücke über den Çorovoda-Fluss in der Nähe von Çorovoda

Die Stadt befindet sich abgelegen im südalbanischen Bergland im Tal des Osum an der Mündung des Çorovoda-Flusses.
Bis 2015 bildete Çorovoda eine eigenständige Gemeinde (bashkia). Dann wurde sie mit den anderen Gemeinden des Kreises Skrapar, die Stadt Poliçan ausgenommen, zusammengelegt. Zur Gemeinde zählen so heute beispielsweise auch die folgenden Orte: Bogova, Çepan, Gjerbës, Leshnja, Potom, Vendresha, Zhepa.

## Lage und Verkehr
Çorovoda liegt abseits wichtiger Verkehrswege. Die einzige asphaltierte Straße verbindet den Ort mit dem 50 Kilometer entfernten Berat im Norden. Die unbefestigte Straße nach Përmet ist heute die einzige fahrbare Strecke durch die Berge aus dem Osum-Tal hinaus. Einige unbefestigte Wege führen aus der Stadt in die umliegenden Dörfer.

## Tourismus
Die nahe Umgebung der Stadt bietet für Aktivurlauber mehrere Sehenswürdigkeiten.
Der Osum durchfließt von Südosten kommend die Osum-Schlucht: mehrere, insgesamt fast 15 Kilometer lange Canyons mit teilweise 100 Meter hohen Felswänden, deren letzte Ausläufer bei Çorovoda enden. Die Schluchten können mit Kajaks und Schlauchbooten durchfahren werden.
Nordöstlich der Stadt hat der Çorovoda-Fluss die tiefe und schwer zugängliche, aber von einigen Punkten gut einsehbare Gradec-Schlucht geformt. Die Felswände sind hier bis zu 350 Meter hoch.
In der nordwestlichen Felswand der Gradec-Schlucht – knapp zwei Kilometer südlich des Dorfes Radësh – liegt die Pirogoshi-Höhle. Sie wird von Fledermäusen bewohnt, ist reich an Stalagmiten, Stalaktiten und mit einer Länge von 1500 m die tiefste Höhle Albaniens.
Auf halbem Weg zwischen dem Südende der Gradec-Schlucht und der Stadt wird der Çorovoda-Fluss von einer alten osmanischen Steinbrücke namens Ura e Kasabashit überspannt. Früher verlief eine wichtige Handelsroute über diese Brücke.

## Persönlichkeiten
- Ilir Meta (* 1969), Politiker